# Rio Alambari (vattendrag i Brasilien, São Paulo, lat -22,72, long -49,60)
Rio Alambari är ett vattendrag i Brasilien.   Det ligger i delstaten São Paulo, i den södra delen av landet, 800 km söder om huvudstaden Brasília.
Trakten runt Rio Alambari består i huvudsak av gräsmarker. Runt Rio Alambari är det ganska glesbefolkat, med 39 invånare per kvadratkilometer.